# Vịt vàng

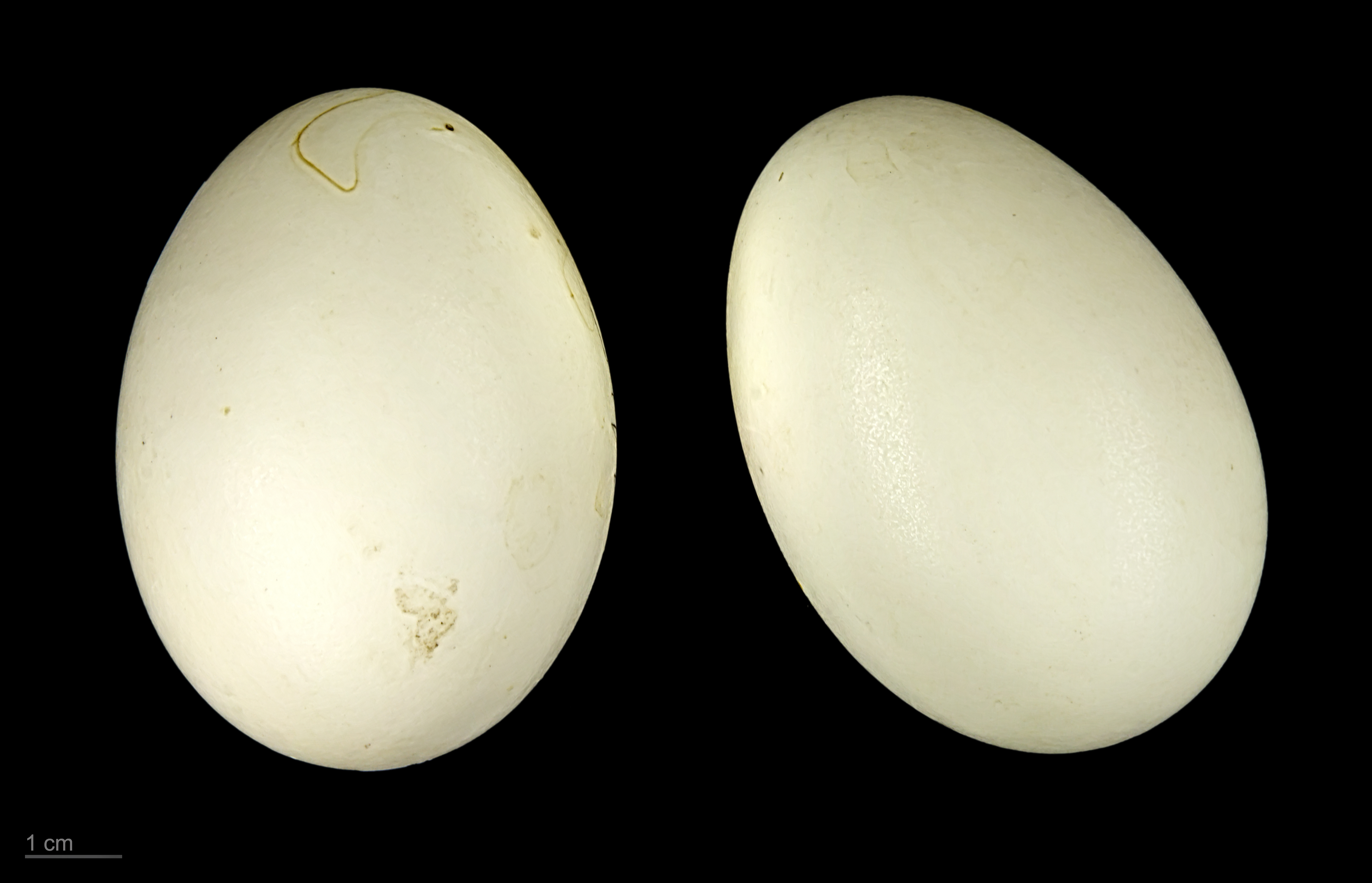
Tadorna ferruginea

Vịt vàng (danh pháp khoa học: Tadorna ferruginea) là một loài chim trong họ Vịt.
Có quần thể định cư rất nhỏ của loài này ở phía tây bắc châu Phi và Ethiopia, nhưng khu vực sinh sản chính của loài này là từ phía đông nam châu Âu qua Trung Á đến Đông Nam Á.